# 琳寶 (加拿大倫敦)
琳寶是加拿大安大略省倫敦的一個社區。它位於402號公路以北，拓跋副將道（Colonel Talbot Road）以東。幾乎所有居民都住在低密度的獨立式住宅中。截至2011年，該地區有4,410名居民。該社區被認為是中高收入地區，平均家庭收入為129,685加元，平均住宅價值為340,707加元，房屋擁有率為93%。

## 教育
- 琳寶公立學校（Lambeth Public School） - 泰晤士河谷公校教育局（英语：Thames Valley District School Board）的公立初等教育學校[3]
- 聖約基督教學校（Covenant Christian School） - Canadian Reformed School Society of London and District的私立基督教初等教育學校